# Пиров рат
Пиров рат  (280. п. н. е. — 275. п. н. е.) био је рат променљивих савеза између грчких држава (посебно Пира, краља Епира и градова држава Велике Грчке), Етрураца, Самнита, Римске републике и Картагине. Био је значајан претходник Пунских ратова.
Пиров рат је почео као мањи сукоб Рима и грчког града Тарента око поморског споразума који су Римљани прекршили. Суочен са надмоћном војском Рима, Тарент је затражио помоћ од Пира, краља Епира, коме је раније помогао у борби против града Коркире. Пирово упуштање у рат, а посебно у регионалне војно-политичке конфликте на Сицилији, значајно је ослабило утицај Картагине у тој области. Пиров рат је показао да Грчке државе више нису у стању да бране своје колоније, као и да је Римска војска била у могућности да парира Хеленским краљевствима, која су до тада представљала доминантну силу у Медитерану. Овиме је отворен пут римском ширењу на Апенинском полуострву и Сицилији, које ће коначно кулминирати у Пунским ратовима.
Пиров рат је значајан и по данашњем изразу „пирова победа”, што означава победу, али са превеликом ценом. Приписује се Пиру, који је изгубио толико много војника у једној бици, у којој је победио Римљане, да је наводно рекао: „Још једна оваква победа и ја ћу остати без војске”.

## Тарент тражи помоћ
282. п. н. е. град Тури је позвао Рим у помоћ поводом једног спора са другим градом. Рим шаље флоту бродова у Тарантски залив. Тиме Рим крши дугогодишњи споразум са Тарентом, који забрањује Риму да улази у тарентске воде. Разљућени тим потезом, који сматрају агресијом, тарентска морнарица потапа неколико римских бродова. Рим је разљућен, али покушава ствар решити дипломатски, што не успева, па се проглашава рат против Тарента.
Тарент тражи помоћ од грчких држава као и од Пира, краља Епира. Пир, желећи да изгради велико царство, види овај сукоб као шансу за освајање територија у Италији и прихвата.

## Рат почиње
Епирски краљ Пир се искрцава у Италији 280. п. н. е. са 25.000 војника и неколико ратних слонова. Римску армију од 50.000 војника предводи Публије Лавиније. Римска армија одлази у Луканију, где је и била прва битка код Хераклеје. У бици Пир побеђује, али рањени слонови су изазвали панику других и тиме упропастили победу. Погинулих је било између 7.000 и 15.000 с римске стране, те 4.000 до 13.000 с грчке стране.
Битка је била кључна за стабилност Римске републике. Пир је очекивао да се италијанска племена побуне против Рима и придруже се њему. Међутим, Римљани су стабилизовали подручје и Грци су добили јако мало савезника.

## Битка код Аускулума
Друга Пирова битка је била Битка код Аскула 279. п. н. е.. Битка је трајала два дана на брдима Апулије. Римски генерал Публије Мус користи брдовит терен да смањи ефикасност грчке коњице и слонова. Први дан је завршио неодлучено. Другог дана Пир је извео напад са ратним слоновима потпомогнутим коњицом и успео је победити. Римљани су имали 6.000 мртвих, а Пир је имао 3.500 мртвих.
Римски историчар Плутарх пише да је Пир поводом те битке рекао: „Још једна оваква победа и ја ћу остати без војске”. Тако фраза „Пирова победа” улази у језик.

## Римски савез са Картагином
Пир нуди Риму преговоре о миру, тражећи слободу Тарента и његових савезника, али Рим то одбија док год је Пир на италијанском тлу. Рим склапа савез са Картагином, која је претходно одбила Пира, сматрајући га за већу претњу.

## Сицилијанска кампања
Аготоклеови ветерани из Масане (Месине) нуде Пиру помоћ, али Кампанија и већина југа му се не придружује. Етрурија је кратко време била за њега, али је убрзо увидела своју грешку. После две кампање у којима је добијао битке, али губио много више људи него што је смео дозволити, Пир одлази на Сицилију 278. п. н. е. да помогне тамо Грке против Картагине.
Не чекајући Пира Картагина опседа Сиракузу, његову базу. Пир заузима Панормо и Ерикс. Картагина му нуди да му преда све осим Лилибеја, који је потребан Картагињанима како би задржали контролу над Сардинију. Пир одбија ту понуду. Поново су његови губици постали превелики. Римљани с друге стране притискају Тарент. Поново креће у Италију да води још једну кампању.

## Битка код Беневента
Пир се враћа 275. п. н. е. у Италију. Долази до окршаја у граду Малевенту (лат. Лош Догађај) у јужној Италији, у коме му Римљани наносе тежак пораз. Наиме, Римљани, предвођени јунаком Трећег самнитског рата Манијем Куријем Дентатом (Manius Curius Dentatus), су научили како да се боре са Пировим ратним слоновима, рањавајући их, а онда би рањени слонови у паници направили велику штету својој војсци. После битке Римљани преимењују град у Беневент што на латинском значи Добар Догађај. Пир се повукао у Тарент, а затим се вратио у Грчку, да би заувек напустио Италију. У својој кампањи је изгубио две трећине своје армије, а није било значајног резултата.
Неколико година након Пирова повратка у Епир, Тарент се предао Риму 272. п. н. е.. Рим је дозволио Таренту исту аутономију као и осталим градовима. Тарент је зато признао римску хегемонију и постао римски савезник. Римски гарнизон је остао у Таренту да осигура лојалност. И многи други грчки градови су се предали. Исте године под римску власт су потпали о Самнити, Луканци и Брутији, који су ратовали на Пировој страни.
Пир је убрзо по повратку у Епир погинуо у пелопонеском Аргу (272. п. н. е.) за време борбе са Македонцима.

## Последице
Победа над Пиром је била значајна Римској републици, јер радило се о грчкој армији, која се борила у духу традиција Александра Великог. Грцима је командовао Пир, који је био најбољи командант тог времена.
После победе над Пиром Риму се признаје да је велика сила Медитерана. Хеленистички Египат отвара сталну амбасаду у Риму 273. п. н. е., што представља признање нове силе. Римљани оснивају нове колоније на југу, да би осигурали римску доминацију. На северу задњи етрурски град Волсини побунио се 264. п. н. е. и био је разорен. Нове колоније се оснивају да би се цементирала римска власт над територијама.